# Frederick Miller
Frederick Miller (* 24. November 1824 in Riedlingen, Württemberg als Friedrich Johannes Miller; † 11. Mai 1888 in Milwaukee, Wisconsin, USA) war ein deutschamerikanischer Unternehmer. Er begründete die Miller Brewing Company in Milwaukee.

## Leben
Frederick Miller wurde 1824 in Riedlingen geboren und begann im benachbarten Sigmaringen in jungen Jahren seine Tätigkeit als Braumeister. 1849 berief ihn Karl Anton Fürst von Hohenzollern-Sigmaringen, letzter Herrscher des hohenzollerschen Stammlandes vor dessen Eingliederung in Preußen, an die Hofbrauerei der Hohenzollern in Sigmaringen.
Frederick Miller heiratete am 7. Juni 1853 in Friedrichshafen seine Frau Josephine. Im Jahr darauf emigrierte er in die Vereinigten Staaten.
1855 braute er in der „Old Watertown Plank Road Brewery“ sein erstes Bier nach deutscher Rezeptur in den USA und gründete dort im selben Jahr die Miller-Brauerei, die sich bis 1966 in Familienbesitz befand.
1888 starb Frederick Miller im Alter von 63 Jahren in Milwaukee an Krebs.